# Banca Națională a Croației
Banca Națională a Croației (în croată Hrvatska narodna banka sau HNB; pronunțat [xř̩ʋaːtskaː nǎːrodnaː bâːŋka]) este banca centrală a Republicii Croația.
HNB a fost înființată prin Constituția Croației care a fost adoptată de Parlamentul Croat pe 21 decembrie 1990. Principalele sale responsabilități sunt menținerea stabilității monedei naționale, kuna, și asigurarea lichidității financiare în țară. HNB, emite bancnote și deține rezervele monetare naționale. În îndeplinirea sarcinilor sale, HNB acționează ca o instituție independentă, responsabilă în fața Parlamentului. Banca are un capital social de 2,500,000,000 kune croate (c. NE$ 450 de milioane de euro). HNB acționează în conformitate cu Legea privind Banca Națională a Croației.

## Înființare
Pe 21 decembrie 1990 Constituția Croației, a stabilit în articolul 53, a numit Banca Națională a Croației ca banca centrală a Croației, și a declarat responsabilitățile sale: "Banca Națională a Croației este banca centrală a Republicii Croația. Banca Națională a Croației este responsabilă, ținând cont de drepturile și îndatoririle sale, pentru stabilitatea monedei și a necesarului de lichidități de plăți în țară și în străinătate. Banca Națională a Croației este independentă în activitatea sa și este responsabil în fața Parlamentului Croației. Profiturile realizate de către Banca Națională a Croației aparțin bugetului de stat croat. Poziția Băncii Naționale a Croației se face prin lege." Prin amendamente ale Constituției republicii Croația în anul 1997, numele Băncii Naționale din Croația (în croată Narodna banka Hrvatske) a fost schimbat în Banca Națională a Croației (croată Hrvatska narodna banka).

## Funcțiile băncii
Banca îndeplinește toate funcțiile unei bănci centrale. Cele mai importante dintre acestea ar trebui să fie menținerea stabilității prețurilor și sprijinirea politicilor economice ale Guvernului Republicii Croația, promovând astfel creșterea economică. HNB nu îi este permis să acorde împrumuturi guvernului croat.
Principalele obiective ale Băncii Naționale a Croației sunt:
- Identificarea și punerea în aplicare a politicii monetare și a cursului de schimb politici
- Administrarea rezervelor internaționale
- Emiterea de bancnote și monede
- Supravegherea înființării, funcționării și falimentului băncilor
- Reglementează, îmbunătățește și controlează plățile
- Realizează alte sarcini prevăzute de lege

### Stabilitatea monetară
Stabilitatea prețurilor este principalul criteriu de stabilitate monetară. Stabilitatea prețurilor este menținută având grijă ca mărirea prețurilor să îndeplinească ținta de inflație a guvernului.

### Stabilitatea financiară
Menținerea stabilității financiare implică protejarea împotriva amenințărilor la adresa întregului sistem financiar. Amenințările sunt detectate prin supravegherea și obținerea de informații din piață de către bancă. Banca lucrează împreună cu alte instituții pentru a asigura atât stabilitatea monetară și financiară.

## Guvernatori
- Ante Čičin-Šain (august 1990 – mai 1992)
- Pero Jurković (iunie 1992 – februarie 1996)
- Marko Škreb (martie 1996 – iulie 2000)
- Željko Rohatinski (iulie 2000 – iulie 2012)
- Boris Vujčić (8 iulie 2012 – prezent)